# Solanum curtilobum
Solanum curtilobum är en potatisväxtart som beskrevs av Sergei Vasilievich Juzepczuk och Sergej Sergei Mikhailovich Bukasov. Solanum curtilobum ingår i släktet skattor som ingår i familjen potatisväxter. Inga underarter finns listade i Catalogue of Life.